# Viborgs skolor under svenska tiden

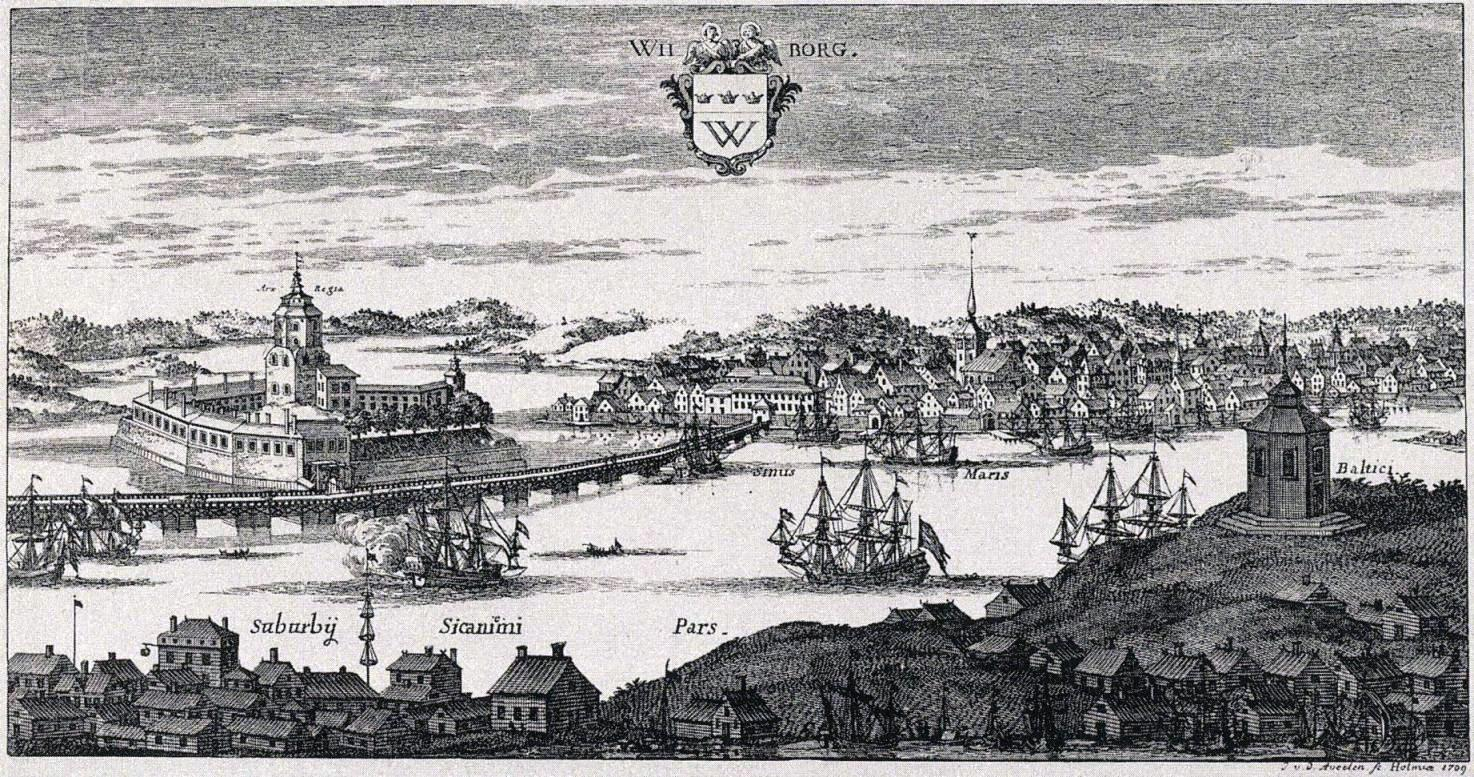
Erik Dahlbergh: Viborg på 1600-talet.

Viborgs skolor under svenska tiden bestod liksom i andra större svenska städer av en stadsskola, senare katedralskola och trivialskola, förberedande skolor eller pedagogier, ett gymnasium och en tysk skola. Dominikankonventet hade sin egen interna skola för blivande bröder. Av dessa var det endast den tyska skolan som fortsatte sin verksamhet i Viborg efter den ryska erövringen år 1710.

## Stadens skolhistoria

### Medeltiden
Skolväsendet i staden Viborg förefaller ha organiserats senast kring sekelskiftet 1400 och vid den tiden känner man också den första viborgaren vid ett europeiskt universitet, Johan de Wyborg i Prag. Den förste skolmästaren i Viborg, Jakob Jönsson, nämns år 1409. Skolan lydde under stadens råd och staden förväntades förse den med ett skolhus och hålla en viss uppsikt över verksamheten. Den hade en anknytning till stadens kyrka genom skolmästarens prebende där. Ett sådant omtalas år 1485 då skolmästaren gjorde ett avtal med stadens Helgeandsgille om att hålla mässor i kyrkan. Han beseglade brevet med sitt ämbetssigill. Eleverna hade för sin försörjning ett fastställt område för sin allmoseinsamling. I stadsskolan utbildades eleverna i läsning, skrivning, räkning, kristendom och latin. Efter avslutade studier övergick eleverna till borgerliga näringar eller fortsatte sina studier, oftast i katedralskolan i Åbo.
I början av 1500-talet var Ericus, skolrektor i Viborg och senare kyrkoherde i Sääksmäki, den förste finländare som citerade klassiska författare i sina texter på latin. Johannes Erasmi var skolrektor då de senare lutherska biskoparna Mikael Agricola och Paulus Juusten läste vid skolan. Johannes var senare cancellarius hos biskop Martin Skytte. Det var troligen skolans blomstringstid. Dansken Clemens, som hade varit hovpredikant hos greve Johan av Hoya och var den siste katolske skolrektorn, införde läsning av Vergilius och Terentius i skolvardagen. Clemens följde den landsförvisade greven till Reval 1534. Dominikankonventet i Viborg hade till slutet av medeltiden sin interna skola för blivande bröder. En broder och läsemästare Clementer verkade där 1427 och 1491 var broder Henrik Lelle läsemästare.

### Reformationstiden
Även om kronan efter reformationen övertog katedralskolor och stadsskolor sjönk rikets skolväsen ned i en dal. I befolkningen hade intresset för utbildning minskat drastiskt genom att prästbanan hade blivit osäker. I riksledningen förstod man ändå att riket behövde bildade personer och försökte uppmuntra skolväsendet. Till Viborg sändes Petrus Soroi redan 1524 för att bli kyrkoherde i stadskyrkan men också för att fönya stadens skolor. Den första protestantiska skolmästaren i Viborg var år 1534 Johannes Leistius. På hans tid verkade stadsskolan i ett hus intill stadskyrkan. Skolan finansierades till år 1558 av kronan. Eleverna var mest inriktade på borgerliga yrken. De som ville ha högre utbildning studerade i Wittenberg och efter seklets mitt i Rostock.
Viborg blev ett eget stift år 1554. Stadsskolan fick dock vänta till år 1607 innan en teologie lektorstjänst inrättades. Därmed kunde man utbilda präster för sitt eget stift. Skolan tycks härefter ha varit en mindre eller femklassig katedralskola. Skolan stod därmed i nära kontakt med domkapitlet i staden. Ett problem som skolan hade var den så kallade djäknerappningen. I mitten av 1550-talet förde hövitsmannen på Olofsborg Gustaf Fincke med våld djäknar till slottet för att sköta kansliuppgifter. Djäknarna vågade därför inte gå på djäknegång (allmoseinsamling på landsbygden), som behövdes för deras försörjning. Också det kungliga kansliet rappade åt sig djäknar som arbetskraft.
År 1571 fick Sverige sin första nationella skollag. I Viborg fick man sorgen att skolhuset invid kyrkan brann år 1575. Johan III lät göra upp planer för ett nytt skolhus i sten med valv och järndörrar, ett tak av håltegel och en spets på taket. Om byggnaden uppfördes enligt planerna vet man inte men ett skolhus fanns eftersom kalk och tegel i inte obetydliga mängder levererades dit åren 1594, 1604 och 1614. Svårigheten att rekrytera elever till skolan byttes i sin motsats i slutet av 1570-talet. Johan III förbjöd djäknerappningen 1582 och ett kungligt skyddsbrev utfärdades på 1590-talet mot överfall från kronans och adelns folk.
I Viborg blev 1584 en katolik rektor. Det var björneborgaren Gregorius Clementis, som hade studerat vid jesuitkollegier i Rom och Braunsberg. Denna motreformation ledde till att några viborgare reste till utlandets katolska jesuitseminarier. Problem kring sekelskiftet 1600 med att tillsätta biskopsämbetet i Viborg ledde till tanken att  skolrektorn Christianus Bartholdi kunde bli biskop men i stället utsågs han till medlem i den finska bibelöversättningsgruppen år 1602. Elevernas fortsatta studier under första hälften av 1600-talet skedde som tidigare oftast i Rostock. Skoltraditionerna fortsatte som under medeltiden med en högtidlig inskrivning av nya elever, där de äldre eleverna presenterade sig som utklädda biskopar. Även djäknerappningen fortsatte trots förbuden och år 1629 framkom vid en inspektion att skolan var i ett bedrövligt tillstånd. År 1635 fick man en konrektor men hade ännu bara fem klasser, det minsta antal som tilläts av 1611 års skolordning.

### Stormaktstiden
Från 1620-talet började man i Sverige grunda gymnasier och år 1628 reglerades dessa så att det på samma ort fanns ett gymnasium och en lägre trivialskola. För Viborgs del beslöt prästeståndet år 1637 att grunda ett gymnasium där, förmyndarregeringen beslöt om samma sak år 1638 medan drottning Kristina 15.4.1641 utfärdade ett fundationsbrev för gymnasiet. Gymnasiet öppnades under stora festligheter 15.8.1641 och hade då två klasser samt sex lektorer. Gymnasiet fick privilegier, egen jurisdiktion och ett sigill i silver. Kronan försåg skolan med ett nytt hus intill den gamla katedralskolan, som då började kallas trivialskola. År 1643 fanns i trivialskolan 187 elever medan gymnasiet hade 45 elever.
År 1649 utfärdades en ny skolordning för riket som snart fick en efterföljare för gymnasiet i Viborg. En ljuspunkt i gymnasiets historia var de komedier som eleverna uppförde inom ramen för studierna och som fick en höjdpunkt 1672 då Petrus Carstenii ”det himmelska consistorium” uppfördes på slottet i närvaro av landshövdingen och en talrik publik. Mellan gymnasiet och stadens ledning uppkom snart en konflikt som gällde skolans egen domsrätt. Trivialskolan saknade en sådan vilket också föranledde missnöje. På 1670-talet klagade lärarna i gymnasiet över skolbyggnadens förfall. Skolrektorn hade även skyldigheter att uppfylla i stadens tre församlingar varför han inte hann med sitt egentliga uppdrag. På initiativ av biskopen fick gymnasiet 1688 privilegiet att hålla ett tryckeri, som verkade från 1689 till 1710, och som utgav dissertationer, minnesskrifter och läroböcker. Gymnasiets utrymmesproblem löstes genom branden 1690 som gav skolan ett nytt hus redan samma år. Den nya skolordningan av år 1693 medförde att ett sjunde lektorat i historia och praktisk filosofi inrättades 
i gymnasiet. Elevernas bekymmer var att de inte hade råd att stanna terminen ut och auditorierna måste därför stängas i förtid. Skollivets skuggsida var därtill de ständigt förekommande slagsmålen, straffen var piskning, att sitta i prubban (carcer, skolhäkte) och även relegering. Musicerande var viktigt och på hösten gick eleverna runt i staden och sjöng för att få penningar och ljus. Hos de förmögna kunde de uppträda och fick mat som belöning. Grassatimfärder var vanliga. I en sådan deltog de berusade ungdomarna t.ex. efter ett gästabud. De gick skrålande genom staden, söndrade fönster och portar och misshandlade alla som råkade komma emot dem. 
Trivialskolan hade i slutet av 1600-talet fyra lärare och en apologist, den sistnämnde ansvarade för undervisningen av de elever som inte siktade till högre studier. På 1690-talet grundade borgerskapet en av staden finansierad tysk skola, där man undervisades i tyska språket, läsning och skrivning. Skolan var därtill en samskola.

### Eftermäle
Då Viborg 1710 kapitulerade för de ryska styrkorna försvann också de statliga skolorna, gymnasiet och trivialskolan. Gymnasiets lärares och elevers sista insats var att delta i stadens försvar. Biskopsstiftets centralort och gymnasiet förlades till Borgå. Borgå gymnasium invigdes högtidligt 5-6.5.1726. Med sig i bagaget från den viburgensiska traditionen hade man ett silversigill från år 1641 och åtta av gymnasietryckeriets publikationer. 1723 års riksdag beslöt att Viborgs trivialskola skulle flyttas till Nyslott vilket skedde 1724. År 1732 bestämdes genom kungligt beslut att skolan skulle flyttas till Villmanstrand. Efter Hattarnas ryska krig flyttades trivialskolan 1748 till Rantasalmi. Därifrån gick flyttlasset år 1788 till Kuopio. Kvar i Viborg fanns den tyska skolan som staden beslöt 1726 att ombilda till en borgarskola där ryska och bokföring lades till bland undervisningsämnena.